# Malčina
Jeskyně Malčina se nachází v údolí Říčky v jižní části CHKO Moravský kras, nedaleko jeskyní Švédův stůl, Netopýrka a Ochozské.

## Popis
Jeskyně Malčina má dva vstupy, přičemž jižní je zasypán sutí a balvany. Severní vchod je asi 1 metr široký a 1 metr vysoký. Za vchodem se nachází Kamenitý dóm, který je spojen s Blátivým dómem a s délkou 30 m a šířkou 10–15 m tvoří jednu z největších podzemních prostor jižní části Moravského krasu. V levé stěně Kamenitého dómu je chodba, napojující se po 25 m na hlavní chodbu, která vede do Blátivého dómu. Po 15 metrech této chodby vybočuje malá chodbička, ve které se po pár metrech nachází zajímaví erozní útvar "Jícen děla", tvořený dvěma nad sebou ležícími chodbičkami, které se poté opět spojují a ústí do hlavní chodby. Hlavní chodba je dlouhá 60 m. Začíná v Blátivém dómu a končí úzkou puklinou. 60 m od Blátivého dómu z Hlavní chodby odbočuje vlevo nízká chodba, která ústí po 15 m do Poradního dómu. Uprostřed poradního dómu se nachází korýtko z obou stran ukončeno trativody. Dále dóm pokračuje do Jižního dómu, který leží těsně pod povrchem a ústí do zasypaného jižního vchodu. Napříč dnem blátivého dómu se táhne korýtko uprostřed s ponorem, kde se ztrácí voda vzácně vyvěrající ze stěny dómu. Je-li ponor ucpán, vytváří se zde největší podzemní jezero v jižní části Moravského krasu s plochou 92 m² a objemem 144 m³. Kvůli velkému množství skapové vody je dno blátivého dómu tvořeno blátem a jezírky.